# Tipula (Acutipula) citae
Tipula (Acutipula) citae is een tweevleugelige uit de familie langpootmuggen (Tipulidae). De soort komt voor in het Palearctisch gebied.